# Katori (croiseur)
Pour les articles homonymes, voir Katori (navire).
Le Katori (香取) était un croiseur léger, navire de tête de sa classe en service dans la Marine impériale japonaise. Le navire est baptisé sous le nom du sanctuaire shinto Katori, situé dans la préfecture de Chiba, au Japon.

## Service carrière

### Début de carrière
Le Katori est achevé le 20 avril 1940 aux chantiers navals de Yokohama par la société Mitsubishi Heavy Industries.
Le 28 juillet 1940, le Katori et son sister-ship Kashima participent à une croisière, visitant Etajima, Ominato, Dairen, Port-Arthur et Shanghai.

### Début de la guerre du Pacifique
Le 11 novembre 1941, le Vice-amiral Mitsumi Shimizu, convoque ses commandants à bord du navire amiral de la 6e flotte, planifiant les dernières mises au point pour l'attaque prévue sur Pearl Harbor. Le Katori part pour la base de Truk le 24 novembre 1941. Au moment de l'attaque de Pearl Harbor, le Katori est ancré dans les Kwajalein (îles Marshall).
Le Katori retourne à Truk à la fin de 1941. Le 3 janvier 1942, le vice-amiral Shimizu organise une réunion pour discuter des détails de l'invasion pour l'opération "R" (invasions de Rabaul et Kavieng), qui aura lieu les 23 et 24 janvier 1942.
Le 1er février 1942, le Katori est attaqué à Kwajalein par des Douglas SBD Dauntless des VB-6 et VS-6 et par des Douglas TBD Devastator du porte-avions USS Enterprise. Le Vice-amiral Shimizu est blessé dans le raid et le Katori est endommagé. Il rentrera à Yokosuka pour être réparé. Le navire retourne à Kwajalein en mai, où il devient navire amiral de la 6e flotte le 24 mai.
Le Katori retourne brièvement à Yokosuka en août 1942 où une monture double de 25 mm Type 96 est montée sur la partie avant du pont. Il retourne à ensuite Truk tout en faisant plusieurs aller-retour à Yokosuka.
Après la chute de Kwajalein début février, le Katori est réaffecté au Commandement général d'escorte le 15 février 1944.

### Attaque sur la base de Truk

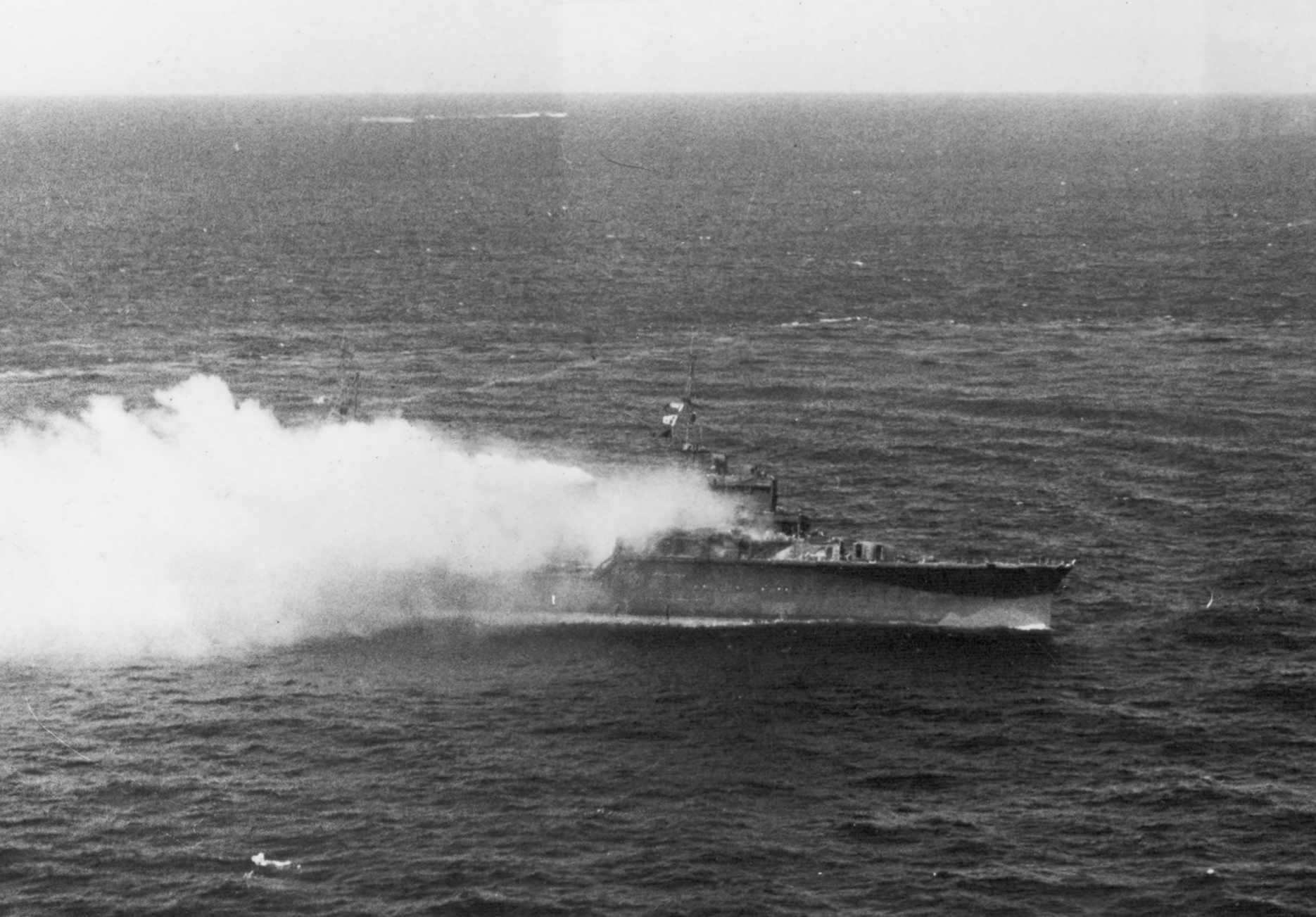
Le Katori en flamme au large de Truk le 17 février 1944.

Pour assurer une supériorité aérienne et navale préalablement à l'invasion d'Eniwetok, le vice-amiral Raymond Spruance ordonna une attaque contre Truk. La Task Force 58 du vice-amiral Marc A. Mitscher disposait de cinq porte-avions d'escadre : les USS Enterprise , Yorktown, Essex, Intrepid et Bunker Hill, ainsi que de quatre porte-avions légers : les USS Belleau Wood, Cabot, Monterey et Cowpens, embarquant plus de 500 avions. Une flotte importante de sept cuirassés, de nombreux croiseurs, destroyers, sous-marins et autres navires de soutien soutenait les porte-avions.
Le Katori avait quitté Truk peu avant l'attaque, escortant le croiseur marchand armé Akagi Maru (en), les destroyers Maikaze et Nowaki et le dragueur de mines Shonan Maru vers Yokosuka. Le groupe fut attaqué par des bombardiers-torpilleurs Grumman F6F Hellcat et Grumman TBF Avenger des porte-avions Yorktown, Intrepid, Essex, Bunker Hill et Cowpens. L'Akagi Maru fut coulé et le Katori fut touché d'une torpille, subissant des dégâts mineurs. Plusieurs heures plus tard, le groupe fut repéré et attaqué par les cuirassés New Jersey et Iowa, les croiseurs Minneapolis et New Orleans, et les destroyers USS Bradford et USS Burns (en). Les destroyers tirèrent six salves de torpilles sans succès sur le Katori. Il répondit avec une salve de torpilles qui fut également inefficace.
Au cours du combat qui s'ensuivit, le Katori fut touché au but par plusieurs salves de l'Iowa. Le navire coula par la poupe cinq minutes après à la position géographique 7° 45′ N, 151° 20′ E, à environ 40 milles (64 km) au nord-ouest de Truk. Un grand nombre de survivants furent aperçus dans l'eau après le naufrage, mais aucun d'eux ne furent secourus.
Le Katori fut rayé des listes de la marine le 31 mars 1944.